# Medicină de familie
Medicina de familie este specialitatea care asigură asistența medicală primară și continuă și, prin acțiuni preventive, educaționale, terapeutice și de recuperare, contribuie la promovarea stării de sănătate a individului, a familiei și colectivității, având următoarele funcții:
- asigurarea accesibilității primare a populației la asistența medicală;
- supravegherea sănătății pacienților săi;
- prevenție primară, secundară și terțiară;
- promovarea sănătății;
- asigurarea îngrijirilor medicale curente;
- selecționarea pacienților care au nevoie de asistență de specialitate;
- coordonarea serviciilor medicale în funcție de nevoile concrete ale bolnavului;
- sinteză diagnostică și terapeutică;
- supraveghere medicală continuă a individului, familiei și a colectivității;
- recuperarea și reabilitarea bolnavilor;
- asigurarea îngrijirilor medicale paliative și terminale;
- cercetare științifică specifică.

Conform Organizației Mondiale a Medicilor de Familie (WONCA), scopul medicinei de familie este "promovarea îngrijirii personale, cuprinzătoare și continue pentru individ în contextul familiei și comunității".